# Główna Dyrekcja Państwowych Zakładów Górniczych i Hutniczych
Główna Dyrekcja Państwowych Zakładów Górniczych i Hutniczych – organ zarządzający wszystkimi zakładami górniczymi i hutniczymi w Polsce. Została powołana w 1920, jej siedzibą była Warszawa. Podlegała Ministerstwu Przemysłu i Handlu, Głównego Dyrektora powoływał minister.
Z chwilą powstania Dyrekcja objęła administrację salin małopolskich, kopalni węgla, siarki, miedzi. Wkrótce pod jej zarząd przeszły Państwowe Zakłady Naftowe we Lwowie, Gazociągi, Żupy. W 1923 przejęła agendy zlikwidowanej Dyrekcji Państwowych Zakładów Salinarnych w Krakowie oraz Dyrekcji Państwowych Zakładów Naftowych we Lwowie.
W 1924 z Dyrekcji wyłączono przemysł solny, a w 1925 zlikwidowano całą Dyrekcję.